# Tsingtao Brewery
Tsingtao Brewery (voluit: Tsingtao Brewery Company Limited) is een Chinese brouwerijgroep met hoofdkwartier in Peking. Het is na CR Beer de grootste bierbrouwer in het land. Het eerste bier werd in 1904 gebrouwen.

## Activiteiten
Tsingtao Brewery is de op een na grootste producent van bier in de Volksrepubliek China. Het had per jaareinde 2017 de beschikking over 64 brouwerijen geheel of gedeeltelijk in eigendom verdeeld over 20 provincies.
De totale capaciteit was in 2020 zo'n 135 miljoen hectoliter (hl) per jaar (was in 2017: 148). Wordt rekening gehouden met feestdagen, schoonmaken van en onderhoud aan de installaties dan is de actuele capaciteit 93,4 miljoen hl (2017: 105,8). In 2020 werd 78 miljoen hl bier verkocht, waarvan iets meer dan de helft van het biermerk Tsingtao. Het andere biermerk is Laoshan. De verkopen in het buitenland, inclusief Hongkong en Macau, waren minder dan 3% van het totale verkopen in 2020. Tsingtao Brewery telt bijna 36.000 medewerkers die bijna allemaal in China actief zijn.
In 2016 had Tsingtao Brewery 17,2% van de Chinese markt in handen en moest alleen CR Beer voor laten gaan met een marktaandeel van 25,6%. Nummer drie was AB Inbev met 16,2%.
Bij de bierproductie is rijst naast mout een belangrijk ingrediënt, ongeveer een derde van de grondstofkosten is rijst. De belangrijkste kostenpost zijn de verpakkingsmaterialen, deze beslaan de helft van de totale bedrijfskosten.

### Resultaten
De volumeverkopen zijn de laatste jaren stabiel en liggen iets onder de 80 miljoen hl per jaar.
| Jaar | Omzet  | Nettoresultaat | Verkopen (× miljoen hl) | Productie (× miljoen hl) | Werknemers |
| ---- | ------ | -------------- | ----------------------- | ------------------------ | ---------- |
| 2000 | 13.448 | -              | 18,6                    | -                        | -          |
| 2005 | 10.020 | 343            | 40,8                    | -                        | -          |
| 2010 | 19.988 | 1584           | 63,5                    | -                        | 36.360     |
| 2015 | 27.635 | 1713           | -                       | -                        | -          |
| 2016 | 26.106 | 1043           | 79,2                    | 74,2                     | -          |
| 2017 | 26.277 | 1263           | 79,7                    | 75,6                     | 40.810     |
| 2018 | 26.575 | 1422           | 80,3                    | 76,7                     | -          |
| 2019 | 27.984 | 1852           | 80,5                    | 77,7                     | -          |
| 2020 | 27.760 | 2201           | -                       | 78,2                     | 35.678     |

### Aandeelhouders
Op 15 juli 1993 werden de aandelen op de Hong Kong Stock Exchange genoteerd. Twee maanden later kreeg het ook een notering voor A-aandelen op de Shanghai Stock Exchange. Per eind 2017 was de Tsingtao Brewery Group Company Limited de grootste aandeelhouder met een belang van iets meer dan 30%. Het Japanse bierbrouwer Asahi hield lange tijd een belang van 20% in de onderneming. Eind 2017 bereikte Asahi en akkoord met het Chinese conglomeraat Fosun International en Tsingtao Brewery die het belang willen overnemen voor US$ 937 miljoen. Fosun neemt een belang van 18% en betaalde hiervoor US$ 844 miljoen, de rest van de aandelen worden de brouwerij zelf ingekocht. Asahi betaalde zelf zo’n US$ 666 miljoen voor het belang in 2009.
In oktober 2023 was op sociale media te zien dat een werknemer van het bedrijf in de container gevuld met mout plaste. Sinds het incident daalde het aandeel van Tsingtao op enkele dagen tijd met 7,5 procent.

## Geschiedenis
De geschiedenis van het bedrijf gaat terug tot 1903. Het werd opgericht als de Anglo-German Brewery Co. Ltd., gevestigd in Hongkong door Duitse kolonisten. Zij bleven eigenaar tot 1916. Het belang kwam toen in handen van Dai-Nippon Brewery na goedkeuring van de Japanse militaire autoriteiten. Na de Tweede Wereldoorlog kam het bedrijf in handen van de Tsui familie, maar na de Communistische machtsovername werd het genationaliseerd. In 1990 werd het geprivatiseerd. In 1993 fuseerden drie brouwerijen in Qingdao en de naam werd gewijzigd in Tsingtao Brewery Company Limited.
In 1992 waren er in China 813 bierbrouwers actief. De markt was versnipperd en de grootste tien brouwers hadden een gezamenlijk marktaandeel van 14,2%. Tsingtao Brewery was de grootste met een marktaandeel van 2,3% van de totale Chinese biermarkt. Veel van de brouwers waren te klein om zelfstandig te overleven en medio jaren negentig initieerde de overheid een consolidatieslag. Tsingtao Brewery kwam op een lijst van preferente staatsbedrijven die door de overheid werd gesteund om groter en daarmee financieel sterker te worden. Tsingtao Brewery kocht in het hele land brouwerijen op met financiële steun van de overheid. De brouwerijen werden tegen een lage prijs overgenomen, schulden aan andere overheidsinstanties werden kwijtgescholden en de rente op leningen werd verlaagd of de betaling hiervan uitgesteld. Verder werd de vennootschapsbelasting gehalveerd. In 2005 waren er nog 530 brouwers actief in het land en de top 10 hadden tezamen een marktaandeel van 61%, het aandeel van Tsingtao Brewery was 13%.
Anheuser-Busch (AB) was een van de eerste buitenlandse investeerders in de brouwerij. In oktober 2002 tekenden AB en Tsingtao Brewery een samenwerkingscontract. Verder kocht AB voor US$ 212 miljoen aan converteerbare obligaties van de brouwerij. Deze werden in 2005 omgezet in aandelen waarmee het belang steeg van 4,5% naar 27%. AB had een belangrijke stem in het bestuur van het bedrijf. Het leverde kennis om beter en efficiënter bier te brouwen, de verkopen te stimuleren en de organisatie te verbeteren. In 2009 verkocht AB een belang van 19,99% in Tsingtao Brewery aan Asahi voor US$ 666,5 miljoen.